# Lori Rom
Lori Rom – amerykańska aktorka, urodzona w 1975 roku, grająca głównie role w serialach telewizyjnych.
Rom była pierwotnie wybrana do odegrania roli Phoebe Halliwell w serialu Czarodziejki, jednakże zrezygnowała z roli z powodów osobistych i ostatecznie tę postać zagrała aktorka Alyssa Milano. Lori ma na swoim koncie role w serialach, np. w CSI: NY, Jack i Jill i w wielu innych.

## Filmografia
| Rok       | Tytuł                           | Rola               | Odcinek                       |
| --------- | ------------------------------- | ------------------ | ----------------------------- |
| 1998      | He Got Game                     | June               |                               |
| 1998      | Dawson's Creek                  | Hannah von Wenning | "Beauty Contest"              |
| 1998      | Charmed                         | Phoebe Halliwell   | "Unaired Pilot"               |
| 1998      | Saint Maybe                     | Cicely Brown       | Film                          |
| 1999      | Providence                      | Danielle           | 4 odcinki                     |
| 1999      | Chicken Soup for the Soul       | Allison            | "The Surprise Date"           |
| 1999-2000 | Jack & Jill                     | Allison Hanau      | 4 odcinki                     |
| 2000      | Party of Five                   | Laura              | 5 odcinków                    |
| 2001      | The Chronicle                   | Shawna Fuchs       | "Bermuda Love Triangle"       |
| 2001      | Strong Medicine                 | Morgan Felding     | "Accidents" "Silent Epidemic" |
| 2002      | The Grubbs                      | Heather Krenetsky  | TV                            |
| 2003      | CSI                             | Hostessa           | "Recipe for Murder"           |
| 2004      | The Unsinkable Freddie Krakauer | Molly              | Krótki film                   |
| 2004      | Huff                            | Paige              | "Lipstick on Your Panties"    |
| 2004      | House                           | Mary Pius          | "Damned If You Do"            |
| 2006      | Cold Case                       | Faith              | "Death Penalty: Final Appeal" |
| 2006      | Feeling Fat                     | Ona sama           | Krótki film                   |
| 2006      | CSI: NY                         | Sharon Cates       | "Love Run Cold"               |
| 2007      | Tres                            | Mother, A Casa     | Krótki film                   |
| 2007      | Choose Connor                   | Sally              |                               |
| 2007      | State of Mind                   | Mary               | "Helpy Helperpants"           |
| 2007      | Love's Unfolding Dream          | Sadie Kent         | TV                            |
| 2007      | Life                            | Marissa Gale       | "Farthingale"                 |
| 2008      | X-treme Weekend                 | Keri               | Krótki film                   |
| 2009      | To Save a Life                  | Jan                |                               |